# メディアカフェポパイ

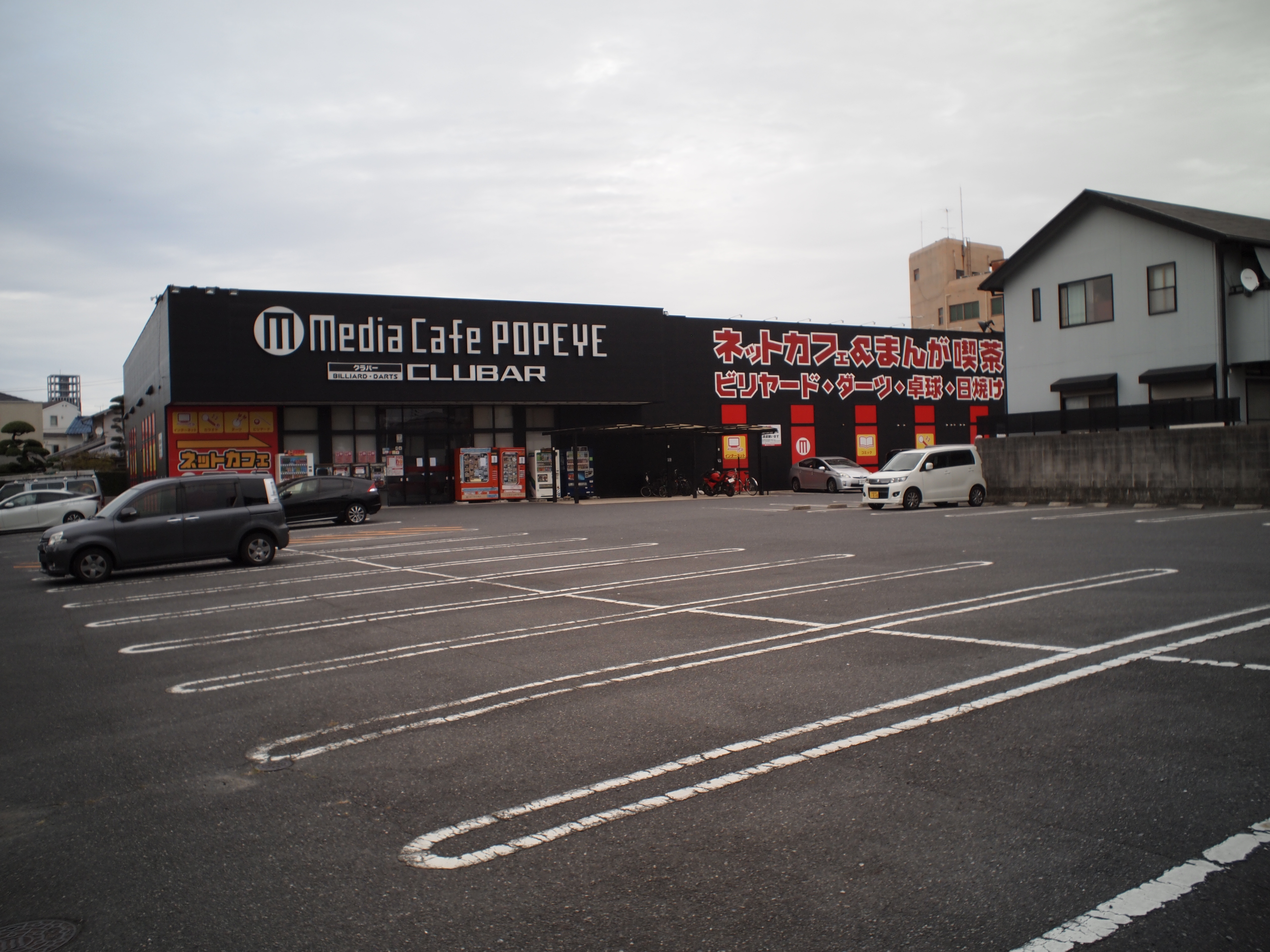
吉島店（撮影時閉店済）

メディアカフェポパイ（英: Media Cafe POPEYE）は、漫画喫茶・インターネットカフェの複合カフェ事業を展開しているチェーン店として知られる、アミューズメント施設。

## 概要
2000年にレンタルビデオチェーンを展開する広島県の「メディアステーションポパイ」を展開する株式会社サンコー・株式会社よしみつ・株式会社カキタ（2007年に本社機能を東京都に移転）の3社、「じゅげむ」を展開する株式会社あらき、「ムービータイム」を展開する株式会社タイムスの計5社によってグループ展開により広島県で始めたのが発祥。サンコーが幹事企業となり、各地域に展開する店舗は別々の資本の9社によって運営されていた。
かつては、全国にあるほとんどの店舗は非会員制であり特に氏名や職業などの個人情報を聞かれること無く利用できたが、関西地区（大阪府）は、大阪府改正青少年健全育成条例強化により、2006年2月1日から身分証などの掲示が義務付けられたため、会員制システムを導入した。大阪府以外では京都府・大分県内の全店舗並びに浜松店（静岡県浜松市中央区）・春日店（広島県福山市）でも会員制システムを導入した。
一部店舗が加盟している日本複合カフェ協会では、会員制度の採用の努力義務がガイドラインに盛り込まれていることもあり、2008年4月1日（広島県など一部店舗は3月から先行実施）から順次、株式会社サンコー・株式会社あらき・株式会社カキタの3社が運営している全店舗及び株式会社よしみつが運営する一部店舗で会員制システムを導入し、全国にあるほとんどの店舗は会員制となったが、現在は日本複合カフェ協会加盟店舗（共同運営店舗で日本複合カフェ協会加盟事業者が1社でも含まれている場合を含む）・東京都内の店舗など、一部を除き、再び非会員制となった。
以前は島根県（アリオン出雲店（出雲市））にも展開していたが、現在は独立している。
2017年に、モンテローザから複合カフェ「ワイプ」2店舗（中央林間店・大船東口駅前店（大船店に改称））を譲り受け店名も「メディアカフェポパイ」に改称。
2020年10月に、幹事企業であったサンコーとその子会社であったカキタが広島地方裁判所から破産手続開始決定を受けたが、サンコーとカキタが運営していた店舗以外の運営は独自に継続する。

## 店舗の設備・特徴
- 前述の通り、すでに会員制を実施している京都府・大阪府・大分県内の全店舗並びに浜松店（静岡県浜松市中央区）・春日店（広島県福山市）に加え、2008年4月（広島県など一部店舗は3月から先行実施）から一部を除き順次会員制に転換した。基本入会は無料だが、浜松店・大分駅前店・わさだ店は入会金がかかる。
- 株式会社あらきが運営している全店舗、九州地区及び他社との共同運営店舗を除く株式会社よしみつが運営している店舗は料金の決済にPiTaPaショッピングサービスが利用可能で、三宮店、元町店、三宮駅前店はICOCA電子マネーも利用可能である。
- 大阪市内13店舗は平成エンタープライズが運行する高速バスVIPライナーのオプションとして組み込まれており、東京・京都・大阪のVIPラウンジ限定で購入可能。
- メディアカフェポパイのテーマソングが存在しており、新宿店、キャナル北店など一部店舗では外に向けてエンドレスで曲がかかっている。

### 主なサービス・設備・特徴
店舗によってサービス内容は異なる。
- 日本複合カフェ協会加盟（一部店舗のみ）
- テレビゲーム機（PS2・DVDソフト類・使用許諾を得て導入）
- 雑誌、漫画の閲覧
- インターネットアクセスができるパソコン
- オンラインゲーム
- ドリンクバー
- 日焼けマシーン（一部店舗のみ）
- 個室シャワー（一部店舗のみ）
- 鍵付完全個室完備

## 店舗の一覧
店舗数 8店舗（関西地方 7店舗、関東地方 1店舗）（2024年9月現在）
| 関西地方 | - 荻窪店 |

### かつて営業していた店舗
- 北海道
  - すすきの店（札幌市中央区）- 2020年10月15日にサンコーとカキタの破産手続開始決定により閉店。
- 宮城県
  - 仙台中央通店（仙台市青葉区） - 株式会社カキタ。2019年9月23日にBOSS仙台店へ統合する形で閉店。跡地には2020年4月9日に快活CLUB仙台中央通店（株式会社快活フロンティア）が開店。
  - BOSS仙台店（仙台市青葉区） - 2020年10月15日にサンコーとカキタの破産手続開始決定により閉店。跡地には2021年3月1日にダーツスタジアム仙台&マルチスペースカフェオリーブが開店。
- 埼玉県
  - 大宮店（さいたま市大宮区）- 2020年10月15日にサンコーとカキタの破産手続開始決定により閉店。
  - 西川口店（川口市） - 株式会社よしみつ。株式会社ベンチャーバンク（現：株式会社ベンチャーバンクインフィット）から旧ゲラゲラ西川口店を譲受し、2015年6月1日開店したが、2か月後の7月31日に閉店した。その後、他社に譲渡され、同年12月22日にコミックバスター西川口店として開店。
  - 川口店（川口市） - 株式会社よしみつ。2019年7月16日閉店。跡地は2019年11月7日にスシロー川口店が開店。
  - RR所沢店（所沢市） - 跡地には2019年9月19日に快活CLUBリラックスルーム所沢プロペ通り店（現：快活CLUB所沢プロペ通り店）（株式会社ヴァリック、現：株式会社快活フロンティア）が開店。
  - MILK飯能店（飯能市） - 2020年10月15日にサンコーとカキタの破産手続開始決定により閉店。
  - アットホーム狭山店（狭山市） - 跡地には2020年2月6日に快活CLUB狭山入間川店（株式会社快活フロンティア）が開店。
- 千葉県
  - 千葉店（千葉市中央区） - 株式会社カキタ。2018年6月9日閉店。
  - 船橋店（船橋市） - 株式会社サンコー。2019年8月24日閉店[6]。跡地には2019年11月28日に快活CLUB船橋駅南口店（株式会社快活フロンティア）が開店。
  - 津田沼店（船橋市） -  2020年10月15日にサンコーとカキタの破産手続開始決定により閉店。
  - 柏店（柏市） - 株式会社よしみつ。跡地には2019年10月10日に快活CLUB柏駅西口店（株式会社快活フロンティア）が開店。
- 東京都
  - ポテル御茶ノ水店（千代田区） - 株式会社カキタ。株式会社ベンチャーバンク（現：株式会社ベンチャーバンクインフィット）からゲラゲラを譲受し、2005年7月1日開店。2019年2月18日に神田店に統合され閉店。
  - 神田店（千代田区） - 株式会社カキタ。2019年6月24日に新宿店（新宿区）・王子店（北区）へ統合される形で閉店。跡地には2019年10月3日に快活CLUB神田駅南口店（株式会社快活フロンティア）が開店[7]。
  - 新宿店（初代　新宿区） - 株式会社カキタ。全158席。レインボービレッジビル5階にあった。2004年4月1日開店。レインボービレッジビルの建て替え工事のため2007年8月14日閉店。10月26日に指田ビルに移転開店。
  - 新宿店（2代目　新宿区） - 株式会社カキタ。全110席。指田ビル地下1階にあった。2007年10月26日開店。ウエストサイドルーム渋谷店との統合という形で2020年5月31日に閉店。
  - 渋谷店（渋谷区） - 株式会社カキタ。全67席。ちとせ会館ビル6階にあった。2007年にカキタの本社機能を広島市中区から同店内に移転した。2002年2月7日開店。2008年3月3日に同ビル3階にある渋谷プラス店（後述）に統合され閉店。
  - 渋谷プラス店（渋谷区） - 株式会社カキタ。2018年9月3日12:00閉店。完全個室に改装され、同年11月22日にウエストサイドルーム渋谷店として開店[8][9]。2020年10月15日にサンコーとカキタの破産手続開始決定により閉店。2021年春、新たな運営会社のもとで、ウェストサイド渋谷の屋号で開店[10][11]。
  - 中野店（中野区） - 株式会社カキタ。2006年3月27日開店。全120席。中野エフワンビル2階。吉祥寺店との統合という形で2020年6月30日閉店。
  - RR下北沢店（世田谷区） - 2014年1月開店。下北沢コマーシャルビル4階。ウエストサイドルーム渋谷店との統合という形で2020年6月20日閉店。
  - 池袋店（豊島区） - 株式会社サンコー。ヒューマックスパビリオンビル7階にあった。2019年3月末閉店。跡地には2019年7月4日に快活CLUBリラックスルーム池袋東口駅前2号店（現：快活CLUB池袋東口駅前2号店）（株式会社ヴァリック、現：株式会社快活フロンティア）が開店。
  - 王子店（北区） - 2020年10月15日にサンコーとカキタの破産手続開始決定により閉店。
  - 新小岩店（葛飾区） - 新小岩駅前リーフコンフォート4F・5Fにあった。株式会社よしみつ・株式会社フューチャーマーケティング・株式会社信用産業の3社共同運営であった。2007年8月に開店し、2014年7月31日に閉鎖した[12]。現在は3・4Fが新小岩駅前総合クリニック、5Fが河合塾マナビスとなっている。
  - スーパーポパイ八王子店（八王子市） - 株式会社よしみつ。グランド東京2・3階にあった。1500坪の規模を誇っていた。2003年12月17日開店。2006年7月1日閉店。
  - 吉祥寺店（武蔵野市） - 2020年10月15日にサンコーとカキタの破産手続開始決定により閉店。
  - 町田店（町田市） - 株式会社カキタ。マツヤマビル3階にあった。2012年にRR町田店（後述）へ統合する形で閉店。
  - RR町田店（町田市） - 株式会社サンコー。2012年に株式会社ハンズから旧コミックバスタールシェルシェ町田店を譲受し、8月27日に開店。2020年10月15日にサンコーとカキタの破産手続開始決定により閉店。
- 神奈川県
  - 横浜駅東口店（横浜市西区） - 2018年9月30日閉店。
  - 大船店（鎌倉市） - 2017年5月1日に株式会社モンテローザから旧ワイプ大船東口駅前店を譲受。2020年10月15日にサンコーとカキタの破産手続開始決定により閉店。
  - 藤沢店（藤沢市） - 他社に譲渡され、2016年3月1日にコミックバスター藤沢駅前店として開店。
  - 本厚木店（厚木市） - 2020年10月15日にサンコーとカキタの破産手続開始決定により閉店。
  - 中央林間店（大和市） - 2017年4月1日に株式会社モンテローザから旧ワイプ中央林間駅前店を譲受。2020年10月15日にサンコーとカキタの破産手続開始決定により閉店。
- 静岡県
  - サプリ24瀬名店（静岡市葵区） - 2016年3月7日にサプリ24神明店へ統合する形で閉鎖した[13]。
  - サプリ24神明店（静岡市葵区） - 提携を解消し、独立した[14]。その後、2019年1月10日に非24時間営業となった。
  - サプリ24西脇店（静岡市駿河区） - 2014年6月29日にサプリ24神明店へ統合する形で閉鎖した。
  - 浜松店（浜松市中区（現：中央区）） - 株式会社ファーストネット。2019年5月20日に閉店。
  - 沼津駅南口店（初代）（沼津市） - 2020年10月15日にサンコーとカキタの破産手続開始決定により閉店。その後、沼津駅・三島駅で弁当（駅弁）を販売する桃中軒が運営を引き継ぎ、2021年6月1日に沼津駅南口店（2代目）として再開した。
- 愛知県
  - 名古屋駅前店（名古屋市中村区） - 株式会社あらき。2020年11月23日に閉店した。
  - 錦店（名古屋市中区） -  2014年10月3日に名古屋栄店へ統合する形で閉鎖した[15]。
  - 名古屋栄店（名古屋市中区） - 2019年4月15日に大須301店へ統合する形で閉鎖した。
  - 大須301店（名古屋市中区） - 2020年10月15日にサンコーとカキタの破産手続開始決定により閉店。
  - 一宮店（一宮市） - 2017年12月31日閉店。その後、2018年3月10日に「ザ・ダイソー 一宮大和店」が跡地に開店[16]。
  - 犬山店（犬山市） - 株式会社あらき。2020年3月22日に閉店した。
- 京都府
  - 三条河原町店（京都市中京区） - タイムス株式会社。入居していた「京都ロイヤルホテル&スパ」の老朽化に伴う営業終了（2018年1月31日）に先立ち、2017年9月に閉店した。
- 大阪府
  - 東通り店（大阪市北区） - タイムス株式会社。2017年5月8日に閉店した[17]。
  - 梅田桜橋店（大阪市北区） - 株式会社よしみつ。2019年4月20日に西梅田店へ統合する形で閉店した。跡地には2020年4月30日に快活CLUB西梅田曽根崎新地店（株式会社快活フロンティア）が開店。
  - 天満店（大阪市北区） - 株式会社よしみつ。2022年5月8日に閉店した。
  - お初天神店（大阪市北区） - タイムス株式会社。2021年2月24日に泉の広場店・太融寺店へ統合する形で閉店した。
  - 西梅田店（大阪市北区） - 株式会社よしみつ。2025年3月31日に西梅田曽根崎新地店への移転に伴い閉店した。
  - 上六店（大阪市天王寺区） - 株式会社よしみつ。全98席。上六三和会館6階。2002年7月開店。2006年2月1日より会員制に移行。2020年4月30日閉店。
  - 天王寺店（大阪市阿倍野区） - 株式会社よしみつ。2023年7月閉店。跡地には2024年1月15日にソフィア・代ゼミサテライン予備校が移転開店し、2024年4月1日にガーベラ美容クリニックが開店。
  - なんば西口店（大阪市浪速区） - 株式会社よしみつ。2021年3月15日に閉店した。
  - 新大阪店（大阪市淀川区） - 株式会社よしみつ。2021年2月23日に閉店した。
  - アメ村店（大阪市中央区） - 株式会社よしみつ。全98席。ブルータスビル6階にあった。2001年11月開店。2004年10月7日に心斎橋AXY9階に移転し心斎橋店に改称。
  - 心斎橋店（大阪市中央区） - 株式会社よしみつ。全130席。心斎橋AXY9階。2001年11月にアメ村店として開店、2004年10月7日に現在地に移転改称。2006年2月1日より会員制に移行。2011年閉店。
  - 千日前店（大阪市中央区） - タイムス株式会社
入居していたホテル「大阪フローラルイン難波（現：レッドルーフプラス大阪難波）」の改装工事に伴い、2015年12月に同社が運営しているアットワン千日前店へ統合する形で閉店。
- 兵庫県
  - 元町店（神戸市中央区） - 株式会社あらき。2020年10月25日に閉店した。
  - 三宮駅前店（神戸市中央区）
- 島根県
  - アリオン出雲店（出雲市） - 株式会社アリオン。2002年7月25日開店。当初は株式会社サンコーと業務提携していたためメディアカフェポパイ・アリオン出雲店だった。2005年に提携解消しメディアカフェアリオン出雲店に改称・独立。その後、2013年2月22日にアリカフェ出雲駅前店に移転改称。株式会社アリオンは日本複合カフェ協会に加盟しているため、アリカフェとなった現在でも会員制となっている。
- 岡山県
  - 万成店（岡山市北区） - 株式会社あらき。2013年9月30日に閉店した[18]。その後、ステラ株式会社に譲渡され、2015年2月12日にBABYFACE PLANET'S 岡山インター店として開店[19]。
  - 表町店（岡山市北区） - 株式会社あらき。2016年2月29日に閉店した[20]。その後、株式会社QKに譲渡され、同年3月4日にスペースクリエイト自遊空間岡山表町店として開店[21]するも、2021年8月23日に閉店した。
  - 岡南店（岡山市北区） - 株式会社あらき。2020年3月22日に閉店した。これにより、岡山県内の店舗はなくなった。その後、MALAIKA株式会社に譲渡され、2021年12月24日にマライカ BAZAAR岡山店として開店。
- 広島県
  - 中の棚店（広島市中区） - 株式会社サンコー。全91席。立町ウイング4階にあった。2005年4月1日にフレンド商会ビル3・4階に移転しえびす通り店（後述）に改称。
  - えびす通り店（広島市中区） - 株式会社サンコー。中の棚店（前述）を移転し2005年4月1日開店。2018年11月に閉店した。
  - ヒロデンボウル店（広島市中区） - ヒロデンボウル3・4階にあった。2002年に提携先を変更しNecca広島店に改称したが閉店した。
  - 本通店（広島市中区） - 2020年10月15日にサンコーとカキタの破産手続開始決定により閉店。
  - 吉島店（広島市中区） - 2020年10月15日にサンコーとカキタの破産手続開始決定により閉店。その後、株式会社ツルハグループドラッグ&ファーマシー西日本に譲渡され、2021年6月24日にウォンツ吉島西1丁目店として開店[22]。
  - 西原店（広島市安佐南区） - 株式会社あらき。2020年3月22日に閉店した。その後、株式会社G-7バイクワールドおよび株式会社バイク王&カンパニーの2社に譲渡され、2022年3月19日にバイクワールド広島西原店およびバイク王広島店として開店[23]。
  - 五日市店（広島市佐伯区） - 株式会社サンコー。2018年5月14日に閉店した。その後、ドクターリセラ株式会社ヘルスサポート事業部に譲渡され、同年7月18日にエニタイムフィットネス広島廿日市店[24]として開店[25][26]。
  - 春日店（福山市） - タイムス株式会社。建物の老朽化のため、2020年4月1日12:00に閉店した。建物は解体され、跡地については未定である。
  - 西条店（東広島市） - 株式会社サンコー。2018年7月14日に閉店した。建物は解体され、跡地には2019年12月2日に焼肉ふるさと西条店（有限会社ふるさと）が開店。
- 愛媛県
  - メディアボム重信店（松山市） - タイムス株式会社。公式サイトでは東温市のフジグラン重信にあったとされていたが、実際には松山市のグルメアヴェニュー重信にあった。2017年1月10日に閉店した[27]。その後、跡地は株式会社ヴァリック（現：株式会社快活フロンティア）に譲渡され、快活CLUB 愛媛重信店として2017年6月1日に開店[28]。
  - メディアボム松山大街道店 - 2006年閉店。現在のタイムスによって運営されていたが、メディアカフェポパイ参入前に閉店している。
  - メディアボム今治店（今治市） - タイムス株式会社。フジグラン今治の1階にあったが、2019年9月30日閉店。跡地については2019年10月時点では未定である。（空テナントのまま）
- 福岡県
  - キャナル北店（福岡市博多区） - 株式会社よしみつ。跡地には2023年12月1日にEvand福岡支社のオフィスが移転した。
  - 天神店（福岡市中央区） - 株式会社よしみつ。跡地には2024年11月28日にうまか横丁（博多くいもんや益正、come come BURGER、大明担担麺、長浜ナンバーワン、バソキ屋、博多天ぷら・揚肴 えび蔵、満福れーめん）が開店。
- 大分県
  - 大分駅前店（初代、大分市） - 株式会社信用産業。大分駅府内中央口（北口）の駅ビル（旧駅舎）にあった。駅ビルの建て替えに伴い2012年3月31日閉店。6月1日に大分駅前店（2代目）として移転開店。
  - 大分駅前店（2代目、大分市） - 株式会社信用産業。大分駅前店（初代）を移転し2012年6月1日に開店。2019年1月28日にわさだ店に統合される形で閉店。
  - わさだ店（大分市） - 株式会社信用産業。2022年8月1日に閉店した。

## 運営企業
- 株式会社あらき（日本複合カフェ協会未加盟）
  - 広島県広島市中区本通8-14 本通Kビル2F[29]
- 株式会社よしみつ（日本複合カフェ協会未加盟）
  - 広島県広島市中区堀川町3番20号[30]
- タイムス株式会社（日本複合カフェ協会加盟）
  - 広島本社 - 広島県福山市大門町三丁目19番10号[31]
  - 大阪本社 - 大阪府大阪市浪速区難波中二丁目2番18号
- 株式会社フューチャーマーケティング（日本複合カフェ協会加盟）
  - 福岡県福岡市中央区舞鶴二丁目2番11号
- 株式会社信用産業（日本複合カフェ協会加盟）
  - 大分県別府市石垣東十丁目1番41号[32]
- 株式会社桃中軒（日本複合カフェ協会未加盟）
  - 静岡県沼津市千本港町24番地[33]
- 堀川商事株式会社（日本複合カフェ協会未加盟）
  - 熊本県山鹿市方保田3631番地1

### かつての運営企業
- 株式会社サンコー（幹事企業）（日本複合カフェ協会未加盟）
  - 広島県広島市西区庚午南1丁目9番2号 - 2020年10月15日破産手続開始決定。
- 株式会社カキタ（日本複合カフェ協会未加盟）
  - 広島県広島市西区庚午南1丁目9番2号 - 2020年10月15日破産手続開始決定。
- 株式会社ファーストネット（日本複合カフェ協会未加盟）
  - 静岡県浜松市中央区千歳町70番地1[34]

## 不祥事
- 2008年2月18日、広島県警察及び広島中央警察署・広島東警察署は広島県公安委員会の許可を得ずに店内を見通し悪く間仕切りして面積5m2以下の個室を設置[35]し、飲食を提供していたとして、広島市中区の2店舗（本通店・えびす通り店）及び運営企業のサンコーを風俗営業等の規制及び業務の適正化等に関する法律違反（区画席飲食店の無許可営業）で捜索した。これまでにも広島県警察は2003年と2005年の2回にわたり、店内の設備や営業内容を見直すようサンコーに指導したが、改善されなかったため全国初の捜索に踏み切った。5月15日、サンコー及び社長と店長ら関係者を広島区検察庁に書類送検した。これを受け、日本複合カフェ協会は5月21日、広島市内で緊急集会を開催し、店舗運営ガイドラインを遵守するよう求めた。このことが会員制導入の一因となった。8月6日、広島区検察庁は本件を起訴猶予処分とした。